# 阿拉拉斯 (萨拉曼卡省)
阿拉拉斯，是西班牙卡斯蒂利亚-莱昂萨拉曼卡省的一个市镇。 总面积49平方公里，总人口638人（2001年），人口密度13人/平方公里。